# Nelson Sanhueza
Nelson Sanhueza (* 1. Mai 1952 in Santiago de Chile) ist ein chilenischer Fußballtrainer und ehemaliger -spieler, der in der Abwehr agierte und darüber hinaus sehr torgefährlich war. 

## Karriere

### Verein
Im Alter von 25 Jahren wurde Sanhueza vor der Saison 1977/78 vom CF Monterrey verpflichtet und absolvierte für die Rayados gleich in seiner ersten Saison 37 von 38 möglichen Einsätzen. Sein erstes Spiel in der mexikanischen Primera División bestritt Sanhueza zum Saisonauftakt am 30. Juli 1977 beim 4:1-Auswärtssieg gegen den CF Atlas. Sein erstes Tor in der mexikanischen Liga erzielte er zum 3:0-Zwischenstand in der 80. Minute beim 4:1-Auswärtssieg gegen den CD Tampico. 
Seine erfolgreichste Saison war 1982/83, als er mit dem Puebla FC den Meistertitel gewann. Sanhueza war eine der Stützen der Meistermannschaft und verpasste in der gesamten Saison nur zwei Spiele. 
Sanhueza spielte insgesamt zwölf Jahre in Mexiko und hatte seinen letzten Einsatz in der mexikanischen Liga am 10. Juni 1988 in Diensten der Correcaminos de la UAT bei deren 0:1-Niederlage gegen seinen vorherigen Arbeitgeber Atlético Potosino. Es war zugleich sein bitterster Moment als Sportler, denn er stieg mit den gerade erst aufgestiegenen Correcaminos in die zweite Liga ab.

### Nationalmannschaft
Nelson Sanhueza debütierte für die Nationalmannschaft Chiles im Oktober 1976 unter Trainer Caupolicán Peña bei der Copa Juan Pinto Durán gegen Uruguay. Danach absolvierte der Abwehrspieler sieben Tage später bei der Copa Carlos Dittborn gegen Argentinien sein zweites und letztes Länderspiel.

### Trainer
Einen weiteren Abstieg erlitt er zwölf Jahre später noch einmal als Trainer der Toros Neza, von denen er im Januar 2000 verpflichtet worden war und im Mai 2000 abermals den Weg in die nunmehr als Primera División 'A' firmierende zweite Liga hinnehmen musste. In der zweiten Liga, die seit der Saison 2009/10 als Liga de Ascenso bezeichnet wird, trainierte er 2004 und noch einmal 2010 seinen Ex-Verein Correcaminos.

## Erfolge (als Spieler)
- Mexikanischer Meister: 1982/83